# Monte Massoncello
Il Monte Massoncello (289 m s.l.m.) è situato nel comune di Piombino, e costituisce la massima elevazione del promontorio di Piombino.
Nelle giornate limpide, dal monte si riesce ad ammirare tutto il litorale e le isole dell'Arcipelago Toscano fino alla Corsica, guardando a nord si riesce vedere le alpi apuane. La rilevanza paesaggistica e la flora e fauna hanno reso tutto il promontorio come sito di interesse comunitario.
La vegetazione del Monte Massoncello è tipicamente mediterranea; l'area è di grande importanza per la sosta degli uccelli migratori, le alte scogliere sono frequentate da molte specie marine.